# Eva Alikaj
Eva Alikaj też jako: Eva Lössl (ur. 25 kwietnia 1961 w Tiranie) – albańska aktorka. 

## Życiorys
Po ukończeniu studiów na wydziale aktorskim Instytutu Sztuk w Tiranie, we wrześniu 1983 rozpoczęła pracę w Teatrze Ludowym w Tiranie, z którym była związana do końca lat 80. Debiutem teatralnym aktorki była główna rola w inscenizacji dramatu Romeo i Julia. Swoją karierę filmową rozpoczęła od głównej roli Very w filmie Njeriu i mire w 1982. Film otrzymał główną nagrodę na V Festiwalu Filmów Albańskich, gdzie Alikaj otrzymała nagrodę dla najlepszej aktorki.
Do lat 90. wystąpiła jeszcze w 10 filmach fabularnych. Role w filmach: Shirat e vjeshtës oraz Treni niset ne 7 pa pese przyniosły jej kolejne nagrody aktorskie na Festiwalach Filmów Albańskich.
W roku 1991 wyemigrowała do Austrii, gdzie wyszła za mąż, przyjmując nazwisko Eva Lössl. Początkowo pracowała jako kelnerka, potem także grała niewielkie role w filmie. W 1995 po rozwodzie powróciła do Albanii, gdzie wystąpiła w jednym filmie fabularnym. W Austrii wystąpiła w jednym filmie telewizyjnym.
Ma syna o imieniu Gino.

## Role filmowe
- 1982: Njeriu i mire jako Vera
- 1984: Shirat e vjeshtës jako Linda
- 1984: I paharruari jako Evgjenia
- 1984: Vendimi jako Drita
- 1985: Hije qe mbeten pas jako Irena
- 1985: Pallati 176
- 1987: Bote e padukshme jako Ilona
- 1988: Treni niset ne 7 pa pese jako Etleva
- 1988: Stolat ne park jako Edlira
- 1990: Jeta në duart e tjetrit jako Ana
- 1995: Perdhunuesit
- 2005: Vier Frauen und ein Todesfall
- 2006: Mord auf rezept jako pokojówka
- 2014: Amaneti jako Lida
- 2015: Cotromano
- 2021: I Treturi jako żona Beqira